# 辛子陵
辛子陵（1935年5月21日—2021年6月20日），原名宋科，中国传记作家，中共黨史學者。其七十萬字的著作《紅太陽的隕落：千秋功罪毛澤東》批評中國共產黨前領導人毛澤東，导致其在中國大陆引發爭議。

## 生平

### 退休前
1935年生于中國河北省安新县。1950年参加中国人民解放军，1959年参加中国共产党。曾任中国人民解放军军事学院助教、中国人民解放军军政大学政治研究室副主任、中國人民解放軍軍事學院出版社长、中國人民解放軍國防大學《當代中國》編輯室主任等职。退休前為正師級大校軍銜。

### 晚年

#### 支持政治體制改革
2010年10月11日，挪威諾貝爾委員會宣佈劉曉波獲諾貝爾和平獎三天後，辛子陵和原毛澤東秘書李銳等共23位中共老幹部聯名發表了一封致全國人大常委會的公開信，要求兌現《中華人民共和國憲法》中保證的公民有言論、出版、集會、結社、遊行、示威的自由。截至10月13日下午，簽名的人數已達476人。
2011年2月11日，受中國科技部老幹部之邀，發表《形勢與前途》的講話，支持温家宝政治体制改革，並批評了前中共中央政治局常委曾慶紅之子曾偉在澳大利亞巨資購買豪宅一事，因此被隔離一個月審查，後被軟禁至2016年。
辛子陵自稱屬於「救黨派」，提出「救黨三策」以維持中共繼續執政：
1. 實現「耕者有其田」，將私有化原則堅持到底，給予農民土地所有權。
2. 社保、醫保及各項社會保障性開支要佔中國政府財政總開支的百分之六十以上。
3. 國企落實人人有份的實名股份制。

「救黨派」在中國受到極左派和極右派兩方面的夾擊。吳庸批評，救黨派的所有建言都是以中共執政的合法性為前提，但是中共已不具備執政的合法性。
《新史記》特約記者高伐林表示，2011年2、3月間，他為了中共建黨90週年進行專訪，採訪了中共黨史學者，其中包括辛子陵，結果《新史記》出版前，2月26日專訪辛子陵的最初草稿已經在網上流傳。辛子陵在專訪中表示，2010年12月28日，中共中央政治局全體會議在中共中央總書記胡錦濤主持下通過了《關於毛澤東思想若干建議意見》的179號決議，“毛澤東思想”不列入中國政府有關政策、措施、決議等文件中。該議案由中央政治局常委吳邦國和習近平兩人共同提出。但是“179號決議”是否存在被人質疑。辛子陵2013年2月回應高越農的質疑，表示他堅信“179號決議”存在。
2011年4月27日，茅於軾發表了一篇《紅太陽的隕落》的讀後感《把毛澤東還原成人》来批評毛澤東，导致中國左派網站烏有之鄉稱要公訴茅於軾和辛子陵，但也有眾多中國網民聲援茅於軾和辛子陵。
2021年4月11日因為腦血栓住院，翌日昏迷搶救，至6月20日晚上8點51分病逝，享年86岁。6月22日上午10點於北京市八宝山革命公墓舉行告別會，後隨即火化。

## 著作
- 《毛泽东全传》，1993年[22]
- 《林彪正传》，2002年[23]
- 《红太阳的陨落：千秋功罪毛泽东》，2007年[24]
- 《中共興亡憂思錄》，2009年[25]
- 《放言救黨論國是》，2010年[26]
- 《辛子陵上書政治局》，2012年[27]

《紅太陽的隕落：千秋功罪毛澤東》一書中，他按照中國前全國人大常委會委員長葉劍英在1978年中央工作會議閉幕式上的講法：毛澤東整了一億人，死了二千萬，損失和浪費了一萬三千億元人民幣。他用這張毛澤東在中華人民共和國成立後兩次革命的總成績單去評審毛澤東一生的功過，結論毛澤東一生過大於功，倒三七開。他贊成李銳對毛泽东的八字评价：“功劳盖世，罪恶滔天”，並主張毛澤東與蘇聯的列寧、史達林都是馬克思主義的修正主義者。

## 外部連結
- [《辛子陵訪談》]. 澳大利亞: SBS. 2014-10-01  [2014-11-27]. （原始内容存档于2016-03-04）.